# Țările Regatului Unit
Regatul Unit este alcătuit din patru țări: Anglia, Scoția, Țara Galilor (care formează împreună Marea Britanie) și Irlanda de Nord (care este descrisă fie ca țară, fie ca provincie, fie ca regiune).
În Regatul Unit, un stat suveran unitar, Irlanda de Nord, Scoția și Țara Galilor au dobândit un grad de autonomie prin procesul de devoluție⁠(d). Parlamentul Regatului Unit⁠(d) și guvernul britanic⁠(d) se ocupă de toate chestiunile rezervate⁠(d) pentru Irlanda de Nord, Scoția și Țara Galilor, dar nu de chestiunile generale care au fost delegate Adunării Irlandei de Nord⁠(d), Parlamentului Scoțian⁠(d) și Adunării Naționale a Țării Galilor. În plus, devoluția din Irlanda de Nord este condiționată de cooperarea dintre Executivul Irlandei de Nord⁠(d) și Guvernul Irlandei (în cadrul Consiliului Ministerial Nord / Sud⁠(d) ), iar guvernul britanic se consultă cu Guvernul Irlandei pentru a ajunge la un acord asupra unor chestiuni nedelegate privind Irlanda de Nord (în cadrul conferinței interguvernamentale britanico-irlandeze⁠(d)). Anglia, care cuprinde majoritatea populației și suprafeței Regatului Unit, rămâne în întregime responsabilitatea Parlamentului central al Regatului Unit cu sediul la Londra. 
Anglia, Irlanda de Nord, Scoția și Țara Galilor nu sunt ele însele listate ca țări de către Organizația Internațională de Standardizare (ISO). Cu toate acestea, lista ISO a subdiviziunilor Regatului Unit, compilată de British Standards⁠(d) și Biroul Național de Statistică al Regatului Unit, utilizează termenul de „țară” pentru a descrie Anglia, Scoția și Țara Galilor.  Irlanda de Nord, în schimb, este denumită în aceleași liste „provincie”. Fiecare are organisme naționale de guvernare a sporturilor⁠(d) distincte și concurează separat în multe competiții sportive internaționale, inclusiv în Jocurile Commonwealth-ului. Irlanda de Nord formează, de asemenea, organisme sportive comune All-Island cu Republica Irlanda, pentru cele mai multe sporturi, inclusiv rugby în XV⁠(d).
Insulele Canalului și Insula Man sunt dependențe ale Coroanei și nu fac parte din Regatul Unit. Similar, teritoriile britanice de peste mări, rămășițe ale Imperiului Britanic, nu fac parte din Regatul Unit. 
Din punct de vedere istoric, începând cu anul 1801, în urma Legilor de Uniune⁠(d), și până în 1921, întreaga insulă Irlanda a fost o țară a Regatului Unit. Irlanda a fost împărțită în două jurisdicții separate⁠(d) în 1921: Irlanda de Sud și Irlanda de Nord. Irlanda de Sud a părăsit Regatul Unit în temeiul Legii Constituționale a Statului Liber Irlandez din 1922⁠(d).

## Date fundamentale
| Nume            | Drapel     | Capitală  | Legislativ                         | Executiv                       | Sisteme juridic                                | Jurisdicție               |
| --------------- | ---------- | --------- | ---------------------------------- | ------------------------------ | ---------------------------------------------- | ------------------------- |
| Anglia          |            | Londra    | niciunul1                          | niciunul2                      | Dreptul englez⁠(d)                              | Anglia și Țara Galilor⁠(d) |
| Irlanda de Nord | niciunul 3 | Belfast   | Adunarea Irlandei de Nord⁠(d)       | Executivul Irlandei de Nord⁠(d) | dreptul Irlandei de Nord⁠(d), Irish land law⁠(d) | Irlanda de Nord           |
| Scoția          |            | Edinburgh | Parlamentul Scoțian⁠(d)             | Guvernul Scoțian⁠(d)            | Dreptul scoțian⁠(d)                             | Scoția                    |
| Țara Galilor    |            | Cardiff   | Adunarea Națională a Țării Galilor | Guvernul Galez                 | Dreptul englez⁠(d), dreptul galez⁠(d)            | Anglia și Țara Galilor⁠(d) |
| Regatul Unit    |            | Londra    | Parlamentul britanic               | Guvernul britanic              | Dreptul administrativ al Regatului Unit⁠(d)     | Regatul Unit              |

1 Parlamentul Regatului Unit adoptă legile pentru Anglia, iar Adunarea Londrei⁠(d) supraveghează primarul Londrei. 2 Guvernul Regatului Unit, primarul Londrei și cabinetul Primăriei⁠(d), primarii aleși⁠(d) și autoritățile combinate⁠(d), precum și consiliile din Cornwall⁠(d) și din Insulele Scilly⁠(d) exercită și ele putere executivă în Anglia. 3 Fostul drapel al Irlandei de Nord, the Steagul Ulsterului⁠(d), este încă folosit în contextul unor competiții sportive.

## Identitatea și naționalitatea
Conform British Social Attitudes Survey⁠(d), există în general două interpretări ale identității britanice, cu dimensiuni etnice și civice: 
„Primul grup, pe care îl numim dimensiunea etnică, conținea elementele despre locul nașterii, strămoși, traiul în Marea Britanie și obiceiurile și tradițiile comune britanice. Al doilea, sau grupul civic, conține elementele despre sentimentul de apartenență, respectul pentru legi și instituții, vorbirea limbii engleze și deținerea cetățeniei britanice.”
 Dintre cele două perspective ale identității britanice, definiția civică a devenit ideea dominantă și, în această calitate, britanismul⁠(d) este considerat, uneori, o identitate instituțională sau de stat. Acest lucru a fost folosit pentru a explica de ce imigranții de prima, a doua și a treia generație sunt mai predispuși a se descrie ca fiind britanici, decât englezi, nord-irlandezi, scoțieni sau galezi, deoarece aceasta este o identitate „instituțională, incluzivă”  dobândită prin naturalizare⁠(d) și prin legislația britanică privind cetățenia⁠(d); marea majoritate a oamenilor din Regatul Unit care provin dintr-o minoritate etnică se simt britanici. Cu toate acestea, această atitudine este mai frecventă în Anglia decât în Scoția sau Țara Galilor; „englezii albi se percepeau ca fiind englezi în primul rând și britanici în al doilea, iar majoritatea oamenilor proveniți din minorități etnice se percepeau ca britanici, dar niciunul nu se identifica drept englez, o etichetă atribuită exclusiv albilor”. Dimpotrivă, în Scoția și Țara Galilor „a existat o identificare mult mai puternică cu fiecare țară decât cu Marea Britanie”.
Studiile și sondajele au arătat că majoritatea scoțienilor și galezilor se consideră atât scoțieni/galezi, cât și britanici, cu unele diferențe de importanță ale celor două componente. Comisia pentru Egalitatea Rasială⁠(d) a constatat că, în ceea ce privește noțiunile de naționalitate din Marea Britanie, „cea mai elementară, obiectivă și necontencioasă concepție a noțiunii de «britanici» este una care îi include pe englezi, scoțieni și galezi”. Cu toate acestea, „participanții englezi au avut tendința să considere englezi și britanici fără deosebire între cele două concepte, în timp ce atât participanții scoțieni, cât și cei galezi s-au identificat mult mai ușor ca scoțieni sau galezi decât britanici”. Unii oameni au optat pentru a „combina ambele identități” în timp ce alții se considerau scoțieni sau galezi, dar dețineay un pașaport britanic⁠(d) și erau, prin urmare, britanici”, în timp ce alții se considerau exclusiv scoțieni sau exclusiv galezi și „se simțeau destul de divorțați de britanici, pe care îi vedeau drept englezi”. Comentatorii au descris acest fenomen drept „naționalism”, o respingere a identității britanice, pentru că unii scoțieni și galezi o interpretează ca fiind „imperialismul cultural impus” asupra Regatului Unit de „elitele conducătoare engleze” sau ca răspuns la o deturnare istorică prin care noțiunea de „englez” a fost echivalată cu cea de „britanic”, care „a adus o dorință în rândul scoțienilor, galezilor și irlandezilor de a învăța mai multe despre moștenirea lor și de a se distinge de identitatea britanică mai largă”. Înclinația spre sentimentul naționalist variază foarte mult în Regatul Unit și poate să crească și să scadă în timp.
Northern Irleand Life and Times Survey, finanțat de stat, parte a unui proiect comun între Universitatea din Ulster și Universitatea Queen's din Belfast⁠(d), a abordat problema identității de la începutul efectuării sondajului în 1998. Acesta a raportat că 37% dintre persoanele se identificau ca fiind britanici, în timp ce 29% se identificau drept irlandezi și 24% ca nord-irlandezi. 3% au optat pentru a se identifica cu Ulsterul, în timp ce 7% s-au declarat „altele”. Dintre cele două grupuri religioase principale, 68% dintre protestanți se identificau ca fiind britanici, la fel ca 6% dintre catolici; 60% dintre catolici se identificau ca irlandezi, la fel ca 3% dintre protestanți. 21% dintre protestanți și 26% dintre catolici se identificau ca nord-irlandezi.
Cu toate acestea, pentru Irlanda de Nord, rezultatele Life & Times Survey nu sunt întreaga imagine de ansamblu. Sondajul solicită o singură preferință, în timp ce mulți oameni se identifică cu ușurință cu orice combinație dintre britanici și irlandezi, sau britanici, nord-irlandezi și irlandezi, sau irlandezi și nord-irlandezi. Life & Times Survey din 2014 a abordat acest aspect într-o anumită măsură, alegând două dintre opțiunile din întrebarea de identitate: britanici și irlandezi. Acesta a constatat că, în timp ce 28% dintre respondenți au declarat că se simt „britanici nu irlandezi” și 26% se considerau „irlandezi nu britanici”, 39% dintre respondenți au declarat o combinație a ambelor identități. Șase procente au ales „altă descriere”.
Problema identității este amestecată în continuare cu identitatea politică și confesională și mai ales cu poziția privind statutul constituțional al Irlandei de Nord. Din nou, în 2014, Life & Times Survey a întrebat ce consideră respondenții drept „viitorul pe termen lung pentru Irlanda de Nord”. 66% dintre respondenți au considerat că viitorul ar trebui să facă parte din Regatul Unit, cu sau fără guvern deconcentrat. 17% au considerat că Irlanda de Nord ar trebui să se unifice cu Republica Irlanda. 50% dintre romano-catolici considerau în special că viitorul pe termen lung ar însemna includerea în Regatul Unit, 32% optând pentru separare. 87% dintre respondenții care se identifică cu vreunul din cultele protestante a optat pentru a rămâne în Regatul Unit, doar 4% optând pentru separare. Dintre respondenții care nu au declarat nici o religie, 62% au optat pentru rămânerea în Regatul Unit, și 9% pentru separare.
După descentralizarea și extinderea semnificativă a guvernării autonome în tot Regatul Unit la sfârșitul anilor 1990, a avut loc o dezbatere în toată țara cu privire la valoarea relativă a independenței depline, o opțiune care a fost respinsă de poporul scoțian în Referendumul privind independența Scoției din 2014. 
Cornwall este administrat drept comitat al Angliei, dar cornicii constituie o minoritate națională recunoscută, inclusă în termenii Convenției-cadru pentru protecția minorităților naționale⁠(d) în 2014. 

## Competiții
Anglia, Irlanda de Nord, Scoția și Țara Galilor⁠(d) dețin fiecare organisme naționale⁠(d) separate de guvernare a sportului⁠(d) și concurează separat în multe competiții sportive internaționale. Fiecare țară din Regatul Unit are echipa ei națională de fotbal și concurează ca o echipă națională separată în diverse discipline din cadrul Jocurilor Commonwealth-ului. La Jocurile Olimpice, Regatul Unit este reprezentat de echipa Marii Britanii și Irlandei de Nord, deși sportivii din Irlanda de Nord pot alege să se alăture echipei olimpice a Irlandei⁠(d). În plus față de Irlanda de Nord, care are propriile sale organisme naționale de conducere pentru anumite sporturi, cum ar fi fotbalul și netballul, pentru alte sporturi, cum ar fi rugby și cricket⁠(d), Irlanda de Nord participă împreună cu Republica Irlanda într-o echipă comună a întregii Irlande. Anglia și Țara Galilor⁠(d) au și ele o echipă comună de cricket⁠(d). 
Regatul Unit participă la concursul Eurovision ca o singură entitate, deși au fost solicitate participări separate pentru scoțieni și galezi. În 2018, Țara Galilor a participat separat la „Corul Anului⁠(d)”, clasându-se pe locul al doilea.